# Violetta Live
Violetta Live International Tour – druga trasa koncertowa obsady serialu Violetta obejmująca Amerykę Południową i Europę. W Polsce obsada wystąpiła pięciokrotnie: 2 koncerty 29 marca 2015 r. w Łodzi, 22 sierpnia 2015 w Warszawie i 25, 26 sierpnia 2015 r. w Krakowie.

## Obsada
20 listopada 2014 Walt Disney Company ogłosił członków obsady uczestniczących w światowej trasie koncertowej. Ogłoszona obsada składa się z: Martiny Stoessel (Violetta), Jorge Blanco (León), Diego Domingueza (Diego), Mercedes Lambre (Ludmiła), Candelarii Molfese (Camila), Samuela Nascimento (Broduey), Alby Rico (Naty), Facundo Gambandé (Maxi) i Ruggero Pasquarelli (Federico). Część głównej obsady serialu, która nie jest obecna na trasie to: Xabiani Ponce De León (Marco), Lodovica Comello (Francesca) i Nicolás Garnier (Andrés). Dnia 17 kwietnia 2015 Ruggero Pasquarelli (Federico) ogłosił, że nie będzie już dalej brał udziału w trasie, z powodu występów w nowym serialu Disneya Soy Luna, pozostawiając ośmiu członków obsady na scenie.

## Setlista
| Europa cz.1 |
| --- |
| 1. Otwarcie 2. En Gira (Obsada) 3. Tienes El Talento (Obsada) 4. Euforia (Obsada) 5. Habla Si Puedes (Martina Stoessel) 6. Podemos (Martina Stoessel i Jorge Blanco) 7. Are You Ready For The Ride? – a cappella (Ruggero Pasquarelli, Facundo Gambandé i Samuel Nascimento) 8. Are You Ready For The Ride? (Jorge Blanco, Ruggero Pasquarelli, Facundo Gambandé i Samuel Nascimento) 9. Alcancemos Las Estrellas (Martina Stoessel, Mercedes Lambre, Candelaria Molfese i Alba Rico) 10. Voy Por Ti – a cappella (Jorge Blanco) 11. Voy Por Ti (Jorge Blanco) 12. Underneath It All (Martina Stoessel) 13. Luz, Camara, Acción (Ruggero Pasquarelli) 14. Código Amistad (Martina Stoessel i Candelaria Molfese) 15. Entre dos Mundos (Jorge Blanco) 16. Peligrosamente Bellas (Mercedes Lambre i Alba Rico) 17. Veo Veo (Martina Stoessel i Candelaria Molfese) 18. Yo Soy Así (Diego Domínguez) 19. Supercreativa (Martina Stoessel) 20. Te Esperaré (Jorge Blanco) 21. Como Quieres (Martina Stoessel) 22. Ven Con Nosotros (Jorge Blanco, Ruggero Pasquarelli, Facundo Gambandé i Samuel Nascimento) 23. Ser Quien Soy – a cappella (Diego Domínguez) 24. On Beat (Obsada) 25. Juntos Somos Más (Obsada) 26. Soy Mi Mejor Momento – a cappella (Martina Stoessel) 27. Soy Mi Mejor Momento (Martina Stoessel) 28. Ser Mejor (Obsada) 29. Te Creo (Martina Stoessel) 30. En Mi Mundo (Obsada) Extra 1. Libre Soy (Martina Stoessel) |

| Włochy |
| --- |
| 1. Otwarcie 2. En Gira (Obsada) 3. Tienes El Talento (Obsada) 4. Euforia (Obsada) 5. Habla Si Puedes (Martina Stoessel) 6. Podemos (Martina Stoessel i Jorge Blanco) 7. Are You Ready For The Ride? – a cappella (Ruggero Pasquarelli, Facundo Gambandé i Samuel Nascimento) 8. Are You Ready For The Ride? (Jorge Blanco, Ruggero Pasquarelli, Facundo Gambandé i Samuel Nascimento) 9. Alcancemos Las Estrellas (Martina Stoessel, Mercedes Lambre, Candelaria Molfese i Alba Rico) 10. Voy Por Ti – a cappella (Jorge Blanco) 11. Voy Por Ti (Jorge Blanco) 12. Underneath It All (Martina Stoessel) 13. Luz, Camara, Acción (Ruggero Pasquarelli) 14. Código Amistad (Martina Stoessel i Candelaria Molfese) 15. Entre dos Mundos (Jorge Blanco) 16. Peligrosamente Bellas (Mercedes Lambre i Alba Rico) 17. Veo Veo (Martina Stoessel i Candelaria Molfese) 18. Yo Soy Así (Diego Domínguez) 19. Supercreativa (Martina Stoessel) 20. Te Esperaré (Jorge Blanco) 21. Como Quieres (Martina Stoessel) 22. Ven Con Nosotros (Jorge Blanco, Ruggero Pasquarelli, Facundo Gambandé i Samuel Nascimento) 23. Ser Quien Soy – a cappella (Diego Domínguez) 24. On Beat (Obsada) 25. Juntos Somos Más (Obsada) 26. Soy Mi Mejor Momento – a cappella (Martina Stoessel) 27. Soy Mi Mejor Momento (Martina Stoessel) 28. Ser Mejor (Obsada) 29. Te Creo (Martina Stoessel) 30. Nel Mio Mondo (Obsada) Extra 1. All Alba Sorgerò (Martina Stoessel) |

| Ameryka Południowa |
| --- |
| 1. Otwarcie 2. En Gira (Obsada) 3. Euforia (Obsada) 4. Habla Si Puedes (Martina Stoessel) 5. Abrázame y Verás (Martina Stoessel i Jorge Blanco) 6. Are You Ready For The Ride? – a cappella (Facundo Gambandé i Samuel Nascimento) 7. Are You Ready For The Ride? (Jorge Blanco, Facundo Gambandé i Samuel Nascimento) 8. Alcancemos Las Estrellas (Martina Stoessel, Mercedes Lambre, Candelaria Molfese i Alba Rico) 9. Voy Por Ti – a cappella (Jorge Blanco) 10. Voy Por Ti (Jorge Blanco) 11. Underneath It All (Martina Stoessel) 12. Más Que Dos (Martina Stoessel i Mercedes Lambre) 13. Entre dos Mundos (Jorge Blanco) 14. Peligrosamente Bellas (Mercedes Lambre i Alba Rico) 15. Código Amistad (Martina Stoessel i Candelaria Molfese) 16. Yo Soy Así (Diego Domínguez) 17. Supercreativa (Martina Stoessel) 18. Amor En El Aire (Jorge Blanco) 19. Como Quieres (Martina Stoessel) 20. Ven Con Nosotros (Jorge Blanco, Facundo Gambandé i Samuel Nascimento) 21. Ser Quien Soy – a cappella (Diego Domínguez) 22. On Beat (Obsada) 23. Juntos Somos Más (Obsada) 24. Soy Mi Mejor Momento – a cappella (Martina Stoessel) 25. Soy Mi Mejor Momento (Martina Stoessel) 26. Ser Mejor (Obsada) 27. Te Creo (Martina Stoessel) 28. En Mi Mundo (Obsada) Extra 1. Libre Soy (Martina Stoessel) |

| Brazylia |
| --- |
| 1. Otwarcie 2. En Gira (Obsada) 3. Euforia (Obsada) 4. Habla Si Puedes (Martina Stoessel) 5. Abrázame y Verás (Martina Stoessel i Jorge Blanco) 6. Te Fazer Feliz (Samuel Nascimento) 7. Alcancemos Las Estrellas (Martina Stoessel, Mercedes Lambre, Candelaria Molfese i Alba Rico) 8. Voy Por Ti – a cappella (Jorge Blanco) 9. Voy Por Ti (Jorge Blanco) 10. Underneath It All (Martina Stoessel) 11. Más Que Dos (Martina Stoessel i Mercedes Lambre) 12. Entre dos Mundos (Jorge Blanco) 13. Peligrosamente Bellas (Mercedes Lambre i Alba Rico) 14. Código Amistad (Martina Stoessel i Candelaria Molfese) 15. Yo Soy Así (Diego Domínguez) 16. Supercreativa (Martina Stoessel) 17. Amor En El Aire (Jorge Blanco) 18. Como Quieres (Martina Stoessel) 19. Ven Con Nosotros (Jorge Blanco, Facundo Gambandé i Samuel Nascimento) 20. Ser Quien Soy – a cappella (Diego Domínguez) 21. On Beat (Obsada) 22. Juntos Somos Más (Obsada) 23. Soy Mi Mejor Momento – a cappella (Martina Stoessel) 24. Soy Mi Mejor Momento (Martina Stoessel) 25. Ser Mejor (Obsada) 26. Te Creo (Martina Stoessel) 27. En Mi Mundo (Obsada) Extra 1. Libre Soy (Martina Stoessel) |

| Polska – Warszawa |
| --- |
| 1. Otwarcie 2. En Gira (Obsada) 3. Tienes El Talento (Obsada) 4. Euforia (Obsada) 5. Habla Si Puedes (Martina Stoessel) 6. Abrázame y Verás (Martina Stoessel i Jorge Blanco) 7. Are You Ready For The Ride? – a cappella (Facundo Gambandé i Samuel Nascimento) 8. Are You Ready For The Ride? (Jorge Blanco, Facundo Gambandé i Samuel Nascimento) 9. Alcancemos Las Estrellas (Martina Stoessel, Mercedes Lambre, Candelaria Molfese i Alba Rico) 10. Voy Por Ti – a cappella (Jorge Blanco) 11. Voy Por Ti (Jorge Blanco) 12. Underneath It All (Martina Stoessel) 13. Amor En El Aire (Jorge Blanco) 14. Código Amistad (Martina Stoessel i Candelaria Molfese) 15. Entre dos Mundos (Jorge Blanco) 16. Peligrosamente Bellas (Mercedes Lambre i Alba Rico) 17. Veo Veo – a cappella (Martina Stoessel i Candelaria Molfese) 18. Más Que Dos (Martina Stoessel i Mercedes Lambre) 19. Yo Soy Así (Diego Domínguez) 20. Supercreativa (Martina Stoessel) 21. Ven Con Nosotros (Jorge Blanco, Facundo Gambandé i Samuel Nascimento) 22. Como Quieres (Martina Stoessel) 23. Ser Quien Soy – a cappella (Diego Domínguez) 24. On Beat (Obsada) 25. Juntos Somos Más (Obsada) 26. Soy Mi Mejor Momento – a cappella (Martina Stoessel) 27. Soy Mi Mejor Momento (Martina Stoessel) 28. Ser Mejor (Obsada) 29. Te Creo (Martina Stoessel) 30. En Mi Mundo (Obsada) Extra 1. Libre Soy (Martina Stoessel) |

| Europa cz.2 |
| --- |
| 1. Otwarcie 2. En Gira (Obsada) 3. Tienes El Talento (Obsada) 4. Euforia (Obsada) 5. Habla Si Puedes (Martina Stoessel) 6. Abrázame y Verás (Martina Stoessel i Jorge Blanco) 7. Are You Ready For The Ride? – a cappella (Facundo Gambandé i Samuel Nascimento) 8. Are You Ready For The Ride? (Jorge Blanco, Facundo Gambandé i Samuel Nascimento) 9. Alcancemos Las Estrellas (Martina Stoessel, Mercedes Lambre, Candelaria Molfese i Alba Rico) 10. Voy Por Ti – a cappella (Jorge Blanco) 11. Voy Por Ti (Jorge Blanco) 12. Underneath It All (Martina Stoessel) 13. Amor En El Aire (Jorge Blanco) 14. Código Amistad (Martina Stoessel i Candelaria Molfese) 15. Entre dos Mundos (Jorge Blanco) 16. Peligrosamente Bellas (Mercedes Lambre i Alba Rico) 17. Veo Veo – a cappella (Martina Stoessel i Candelaria Molfese) 18. Más Que Dos (Martina Stoessel i Mercedes Lambre) 19. Yo Soy Así (Diego Domínguez) 20. Supercreativa (Martina Stoessel) 21. Ven Con Nosotros (Jorge Blanco, Facundo Gambandé i Samuel Nascimento) 22. Como Quieres (Martina Stoessel) 23. Ser Quien Soy – a cappella (Diego Domínguez) 24. On Beat (Obsada) 25. Juntos Somos Más (Obsada) 26. Soy Mi Mejor Momento – a cappella (Martina Stoessel) 27. Soy Mi Mejor Momento (Martina Stoessel) 28. Ser Mejor (Obsada) 29. Te Creo (Martina Stoessel) 30. En Mi Mundo (Obsada) 31. Libre Soy (Martina Stoessel) 32. Crecimos Juntos (Obsada) |

| Włochy |
| --- |
| 1. Otwarcie 2. En Gira (Obsada) 3. Tienes El Talento (Obsada) 4. Euforia (Obsada) 5. Habla Si Puedes (Martina Stoessel) 6. Abrázame y Verás (Martina Stoessel i Jorge Blanco) 7. Are You Ready For The Ride? – a cappella (Facundo Gambandé i Samuel Nascimento) 8. Are You Ready For The Ride? (Jorge Blanco, Facundo Gambandé i Samuel Nascimento) 9. Alcancemos Las Estrellas (Martina Stoessel, Mercedes Lambre, Candelaria Molfese i Alba Rico) 10. Voy Por Ti – a cappella (Jorge Blanco) 11. Voy Por Ti (Jorge Blanco) 12. Underneath It All (Martina Stoessel) 13. Quanto Amore Nell’aria (Jorge Blanco) 14. Código Amistad (Martina Stoessel i Candelaria Molfese) 15. Entre dos Mundos (Jorge Blanco) 16. Peligrosamente Bellas (Mercedes Lambre i Alba Rico) 17. Veo Veo – a cappella (Martina Stoessel i Candelaria Molfese) 18. Más Que Dos (Martina Stoessel i Mercedes Lambre) 19. Yo Soy Así (Diego Domínguez) 20. Supercreativa (Martina Stoessel) 21. Ven Con Nosotros (Jorge Blanco, Facundo Gambandé i Samuel Nascimento) 22. Como Quieres (Martina Stoessel) 23. Ser Quien Soy – a cappella (Diego Domínguez) 24. On Beat (Obsada) 25. Juntos Somos Más (Obsada) 26. Soy Mi Mejor Momento – a cappella (Martina Stoessel) 27. Soy Mi Mejor Momento (Martina Stoessel) 28. Ser Mejor (Obsada) 29. Te Creo (Martina Stoessel) 30. Nel Mio Mondo (Obsada) 31. All Alba Sorgerò (Martina Stoessel) 32. Crecimos Juntos (Obsada) |

## Koncerty
| Data                 | Miasto                  | Kraj       | Arena                              | Liczba występów |
| -------------------- | ----------------------- | ---------- | ---------------------------------- | --------------- |
| Europa – część 1     |                         |            |                                    |                 |
| 3 stycznia 2015      | Madryt                  | Hiszpania  | Barclaycard Center                 | 2               |
| 4 stycznia 2015      | Madryt                  | Hiszpania  | Barclaycard Center                 | 1               |
| 6 stycznia 2015      | Saragossa               | Hiszpania  | Pabellón Príncipe Felipe           | 2               |
| 10 stycznia 2015     | Barcelona               | Hiszpania  | Palau Sant Jordi                   | 1               |
| 11 stycznia 2015     | Barcelona               | Hiszpania  | Palau Sant Jordi                   | 1               |
| 14 stycznia 2015     | Malaga                  | Hiszpania  | Palacio de Deportes Martín Carpena | 1               |
| 15 stycznia 2015     | Malaga                  | Hiszpania  | Palacio de Deportes Martín Carpena | 1               |
| 17 stycznia 2015     | Sewilla                 | Hiszpania  | Palacio de Deportes San Pablo      | 2               |
| 18 stycznia 2015     | Sewilla                 | Hiszpania  | Palacio de Deportes San Pablo      | 1               |
| 23 stycznia 2015     | Lizbona                 | Portugalia | MEO Arena                          | 2               |
| 24 stycznia 2015     | Lizbona                 | Portugalia | MEO Arena                          | 2               |
| 25 stycznia 2015     | Lizbona                 | Portugalia | MEO Arena                          | 2               |
| 28 stycznia 2015     | Turyn                   | Włochy     | Pala Alpitour                      | 2               |
| 30 stycznia 2015     | Mediolan                | Włochy     | Mediolanum Forum                   | 2               |
| 31 stycznia 2015     | Mediolan                | Włochy     | Mediolanum Forum                   | 2               |
| 1 lutego 2015        | Bolonia                 | Włochy     | Unipol Arena                       | 2               |
| 3 lutego 2015        | Florencja               | Włochy     | Nelson Mandela Forum               | 2               |
| 4 lutego 2015        | Florencja               | Włochy     | Nelson Mandela Forum               | 1               |
| 6 lutego 2015        | Rzym                    | Włochy     | PalaLottomatica                    | 1               |
| 7 lutego 2015        | Rzym                    | Włochy     | PalaLottomatica                    | 2               |
| 8 lutego 2015        | Rzym                    | Włochy     | PalaLottomatica                    | 2               |
| 11 lutego 2015       | Lyon                    | Francja    | Halle Tony Garnier                 | 2               |
| 12 lutego 2015       | Lyon                    | Francja    | Halle Tony Garnier                 | 2               |
| 14 lutego 2015       | Tuluza                  | Francja    | Zenith de Toulouse                 | 2               |
| 15 lutego 2015       | Tuluza                  | Francja    | Zenith de Toulouse                 | 2               |
| 18 lutego 2015       | Paryż                   | Francja    | Zenith de Paris                    | 2               |
| 19 lutego 2015       | Paryż                   | Francja    | Zenith de Paris                    | 2               |
| 20 lutego 2015       | Paryż                   | Francja    | Zenith de Paris                    | 2               |
| 21 lutego 2015       | Paryż                   | Francja    | Zenith de Paris                    | 2               |
| 22 lutego 2015       | Paryż                   | Francja    | Zenith de Paris                    | 2               |
| 24 lutego 2015       | Strasburg               | Francja    | Zenith de Strasbourg               | 2               |
| 25 lutego 2015       | Strasburg               | Francja    | Zenith de Strasbourg               | 1               |
| 27 lutego 2015       | Montpellier             | Francja    | Arena de Montpellier               | 2               |
| 28 lutego 2015       | Montpellier             | Francja    | Arena de Montpellier               | 1               |
| 3 marca 2015         | Marsylia                | Francja    | Dome de Marseille                  | 2               |
| 4 marca 2015         | Marsylia                | Francja    | Dome de Marseille                  | 2               |
| 7 marca 2015         | Douai                   | Francja    | Gayant Expo                        | 2               |
| 8 marca 2015         | Douai                   | Francja    | Gayant Expo                        | 2               |
| 11 marca 2015        | Rotterdam               | Holandia   | Ahoy Rotterdam                     | 2               |
| 13 marca 2015        | Bruksela                | Belgia     | Palais 12 Expo                     | 1               |
| 14 marca 2015        | Bruksela                | Belgia     | Palais 12 Expo                     | 2               |
| 15 marca 2015        | Bruksela                | Belgia     | Palais 12 Expo                     | 2               |
| 18 marca 2015        | Clermont-Ferrand        | Francja    | Zenith de Clermont-Ferrand         | 2               |
| 21 marca 2015        | Genewa                  | Szwajcaria | Arena de Geneve                    | 2               |
| 22 marca 2015        | Genewa                  | Szwajcaria | Arena de Geneve                    | 1               |
| 26 marca 2015        | Monachium               | Niemcy     | Olympiahalle                       | 1               |
| 27 marca 2015        | Monachium               | Niemcy     | Olympiahalle                       | 1               |
| 29 marca 2015        | Łódź                    | Polska     | Atlas Arena                        | 2               |
| Ameryka Południowa   |                         |            |                                    |                 |
| 17 kwietnia 2015     | Buenos Aires            | Argentyna  | Estadio Cubierto de Tecnópolis     | 1               |
| 18 kwietnia 2015     | Buenos Aires            | Argentyna  | Estadio Cubierto de Tecnópolis     | 2               |
| 19 kwietnia 2015     | Buenos Aires            | Argentyna  | Estadio Cubierto de Tecnópolis     | 2               |
| 22 kwietnia 2015     | Montevideo              | Urugwaj    | Gran Parque Central                | 1               |
| 25 kwietnia 2015     | Bahía Blanca            | Argentyna  | Club Midgistas del Sur             | 1               |
| 2 maja 2015          | Resistencia             | Argentyna  | Estádio Centenário                 | 1               |
| 5 maja 2015          | Asunción                | Paragwaj   | Jockey Club                        | 1               |
| 8 maja 2015          | Córdoba                 | Argentyna  | Orfeo Superdomo                    | 2               |
| 9 maja 2015          | Córdoba                 | Argentyna  | Orfeo Superdomo                    | 2               |
| 12 maja 2015         | Salta                   | Argentyna  | Estadio Padre Ernesto Martearena   | 1               |
| 15 maja 2015         | Quito                   | Ekwador    | Estádio Olímpico Atahualpa         | 1               |
| 17 maja 2015         | Guayaquil               | Ekwador    | Estádio Modelo Alberto Spencer     | 1               |
| 20 maja 2015         | Lima                    | Peru       | Jockey Club del Perú               | 1               |
| 22 maja 2015         | Meksyk                  | Meksyk     | Auditório Nacional                 | 1               |
| 23 maja 2015         | Meksyk                  | Meksyk     | Auditório Nacional                 | 2               |
| 24 maja 2015         | Meksyk                  | Meksyk     | Auditório Nacional                 | 2               |
| 27 maja 2015         | Guadalajara             | Meksyk     | Telmex Auditorium                  | 1               |
| 28 maja 2015         | Guadalajara             | Meksyk     | Telmex Auditorium                  | 1               |
| 30 maja 2015         | Monterrey               | Meksyk     | Auditório Banamex                  | 2               |
| 3 czerwca 2015       | Medellín                | Kolumbia   | Plaza de Toros La Macarena         | 1               |
| 6 czerwca 2015       | Bogotá                  | Kolumbia   | Centro de Eventos Autopista Norte  | 2               |
| 7 czerwca 2015       | Barranquilla            | Kolumbia   | Estadio Romelio Martinez           | 1               |
| 10 czerwca 2015      | Panama                  | Panama     | Figali Convention Center           | 1               |
| 13 czerwca 2015      | Santo Domingo           | Dominikana | Estadio Quisqueya                  | 1               |
| 16 czerwca 2015      | Santa Cruz de la Sierra | Boliwia    | Estadio Ramón Tahuichi Aguilera    | 1               |
| 19 czerwca 2015      | Mendoza                 | Argentyna  | Arena Maipú                        | 1               |
| 20 czerwca 2015      | Mendoza                 | Argentyna  | Arena Maipú                        | 2               |
| 23 czerwca 2015      | Tucumán                 | Argentyna  | Club San Martín                    | 1               |
| 27 czerwca 2015      | São Paulo               | Brazylia   | Citibank Hall                      | 2               |
| 28 czerwca 2015      | São Paulo               | Brazylia   | Citibank Hall                      | 2               |
| 30 czerwca 2015      | Rio de Janeiro          | Brazylia   | HSBC Arena                         | 1               |
| 3 lipca 2015         | Santiago                | Chile      | Movistar Arena                     | 2               |
| 4 lipca 2015         | Santiago                | Chile      | Movistar Arena                     | 2               |
| 5 lipca 2015         | Santiago                | Chile      | Movistar Arena                     | 2               |
| Europa – część 2     |                         |            |                                    |                 |
| 22 sierpnia 2015     | Warszawa                | Polska     | Stadion Narodowy w Warszawie       | 1               |
| 25 sierpnia 2015     | Kraków                  | Polska     | Tauron Arena Kraków                | 1               |
| 26 sierpnia 2015     | Kraków                  | Polska     | Tauron Arena Kraków                | 1               |
| 29 sierpnia 2015     | Budapeszt               | Węgry      | Papp László Budapest Sportaréna    | 2               |
| 30 sierpnia 2015     | Budapeszt               | Węgry      | Papp László Budapest Sportaréna    | 2               |
| 2 września 2015      | Bukareszt               | Rumunia    | Arena Narodowa                     | 1               |
| 5 września 2015      | Wiedeń                  | Austria    | Wiener Stadthalle                  | 2               |
| 6 września 2015      | Wiedeń                  | Austria    | Wiener Stadthalle                  | 1               |
| 11 września 2015     | Werona                  | Włochy     | L’Arena                            | 1               |
| 13 września 2015     | Pesaro                  | Włochy     | Adriatic Arena                     | 2               |
| 15 września 2015     | Paryż                   | Francja    | Le Grand Rex                       | 2               |
| 16 września 2015     | Paryż                   | Francja    | Le Grand Rex                       | 1               |
| 19 września 2015     | Nantes                  | Francja    | Zenith de Nantes                   | 2               |
| 20 września 2015     | Nantes                  | Francja    | Zenith de Nantes                   | 1               |
| 22 września 2015     | Bordeaux                | Francja    | Patinoire Mériadeck                | 2               |
| 23 września 2015     | Bordeaux                | Francja    | Patinoire Mériadeck                | 1               |
| 26 września 2015     | Stuttgart               | Niemcy     | Hanns-Martin-Schleyer-Halle        | 2               |
| 13 października 2015 | Berlin                  | Niemcy     | O2 World Berlin                    | 1               |
| 17 października 2015 | Oberhausen              | Niemcy     | König-Pilsener-Arena               | 1               |
| 18 października 2015 | Antwerpia               | Belgia     | Sportpaleis Antwerp                | 1               |
| 20 października 2015 | Kolonia                 | Niemcy     | Lanxess Arena                      | 1               |
| 23 października 2015 | Hamburg                 | Niemcy     | O2 World Hamburg                   | 1               |
| 27 października 2015 | Frankfurt nad Menem     | Niemcy     | Festhalle                          | 1               |
| 30 października 2015 | Nicea                   | Francja    | Palais Nikaia                      | 1               |
| 1 listopada 2015     | Nicea                   | Francja    | Palais Nikaia                      | 1               |